# Vincent Meyer
Vincent Meyer (* 13. Mai 2002 in Hamburg) ist ein deutscher Leichtgewichts-Ruderer.

## Karriere
Seit 2015 rudert Meyer für den Hamburger Verein Ruder-Club Allemannia von 1866. Im Jahre 2021 gewann er bei den Deutschen Meisterschaften in Krefeld den Titel im Leichtgewichts-Vierer ohne Steuermann. Außerdem gewann er in demselben Jahr die Bronze-Medaille im Leichtgewichts-Achter. 2022 ging er bei den Deutschen Meisterschaften in Münster wieder im Leichtgewichts-Vierer ohne Steuermann an den Start. Das Team um Rouven Oliver Berg, Meyer, Robertson und Sommerfeld sicherte sich hier die Bronzemedaille.